# Jerá Guarani
Jerá Guarani (pronúncia guarani: AFI /d͡ʒiɾa'/), registrada como Giselda Pires de Lima (Tenondé Porã, São Paulo, c. 1981), é uma educadora e líder indígena do povo guarani mbya, habitante da Terra Indígena Tenondé Porã.

## Primeiros anos
Jerá Guarani nasceu na Terra Indígena Tenondé Porã, no distrito de Parelheiros, São Paulo. Aos 10 anos, sua mãe decidiu matricular Jerá e sua irmã de 13 anos em uma escola em um bairro próximo, "para saber falar com eles, para fazer as coisas melhores para os indígenas". Nessa época, Jerá Guarani não sabia falar uma única palavra em português. Ela desistiu três vezes da 1ª série do Ensino Fundamental, até que a professora Maria Inês Machado conseguiu lhe ajudar. Depois de seis meses, ela conquistou o letramento.

## Educadora
Ao aprender as quatro operações básicas da matemática, Jerá Guarani passou a fazer contas com gravetos e sementes, o que despertou a curiosidade das outras crianças da aldeia. "Era gratificante quando meus amiguinhos aprendiam. Percebi que queria ser alguém parecido com a professora Maria Inês e acho que foi o que me encaminhou para essa vida." A partir dos 13 anos, em 1994, Jerá começou a lecionar na educação infantil, embora a escola da aldeia só tenha sido fundada em 1997. Após cerca de 6 anos de aulas informais, Jerá foi contratada em 2000 pelo Estado de São Paulo como professora de língua materna. Para as crianças da 1ª à 3ª série, ela era responsável por todas as disciplinas do currículo regular, mais as de educação indígena.
Com mais de 100 outros indígenas de cinco etnias (guarani mbya, kaingang, krenak, terena e tupi-guarani), Jerá Guarani cursou Pedagogia com Licenciatura em Educação Indígena na USP, formando-se em 2008. A partir de 2012, Jerá tornou-se vice-diretora da escola da aldeia de Tenondé Porã. Durante a 1ª Conferência de Educação para as Relações Étnico-Raciais do Estado de São Paulo, em que elogiou a iniciativa de priorizar educadores indígenas para os centros de educação nas terras demarcadas, Jerá Guarani explicou a importância das intenções pedagógicas sobre o quê ensinar da cultura juruá: "A tecnologia é importante, mas precisamos discutir até que ponto trazer isso para as crianças e em paralelo fortalecer a cultura guarani sem que a escola interfira tanto. Por isso tomamos o cuidado de, por exemplo, não levar o líder espiritual ou as danças tradicionais para a sala de aulas. Assim é possível fazer com que a escola se torne um instrumento de sabedoria."
Em agosto de 2015, o Centro de Educação e Cultura Indígena (Ceci) da aldeia Tenonde Porã entrou em greve por falta de pagamento dos funcionários por mais de três meses. De acordo com a Secretaria Municipal de Educação, o corte ocorreu por "problemas técnicos", aliados à prestação de contas incompleta da ONG Opção Brasil, responsável pela administração da escola. Jerá Guarani explicou que o objetivo da greve era forçar uma providência, pois "a ONG passa o problema para a diretoria de ensino, que devolve à ONG".

## Primeiro Fórum Jovem Indígena
Em junho de 2004, Jerá Guarani organizou o 1°Fórum Jovem Indígena com outros jovens indígenas, em parceria com a Secretaria Municipal do Verde e do Meio Ambiente de São Paulo. Na época, Jerá afirmou que conciliar a preservação da cultura indígena com a modernidade. "Há coisas da cultura juruá que entram na aldeia e são positivas, como o computador, que permite o contato com pessoas de outras aldeias. Mas algumas coisas entram 'atropelando', como o videogame, a televisão. Há 15 ou 20 anos, todo mundo ia para a opy às 18h para ouvir histórias. Hoje em dia, há muita gente que vai ver novela. Existem jovens que não têm mais paciência para ouvir os idosos falarem."

## Ação contra símbolos bandeirantes
Como parte da Comissão Guarani Yvyrupa (CGY), Jerá Guarani participou dos protestos contra o enaltecimento dos bandeirantes em São Paulo e o subsequente encobrimento da violência contra os indígenas guaranis que ali moravam e de sua resistência ao longo dos séculos. Em setembro de 2013, cerca de trezentos guaranis fecharam o tráfego na Rodovia dos Bandeirantes, os "assassinos dos índios". Em outubro do mesmo ano, uma marcha com cinco mil pessoas terminou cobrindo o Monumento às Bandeiras com tinta vermelha, para simbolizar o massacre que a obra oculta.
Em abril de 2014, a CGY ocupou o Pateo do Collegio por 1 dia, com o objetivo de protestar contra o desrespeito aos limites das comunidades indígenas paulistanas, Tenondé Porã e Jaraguá. Segundo Jerá, "por saber o quanto este lugar significa para vocês brancos é que decidimos fazer essa ocupação simbólica para chamar a atenção para nosso direito fundamental à terra". Na ocasião, David Karaí Popyguá, liderança da Jaraguá, considerada a menor terra indígena do Brasil, com apenas 1,7 ha, destacou que os indígenas são "seguidamente ameaçados com ações de despejo", "especulação imobiliária e grandes obras", ao passo que Jerá Guarani, falando pela terra indígena Tenondé Porã, de 26 ha, explicou que "não há como plantar e viver em um espaço tão pequeno. O que fazemos hoje é proteger nossas sementes esperando o dia que reconheçam nossa terra para podermos voltar a plantar da forma tradicional".

## Vida pessoal
Em 2013, Jerá Guarani participou do movimento de criação de uma nova aldeia na Terra Indígena Tenondé Porã, a tekoa Kalipety. Em 2019, Jerá Guarani morava em Kalipety e era mãe de duas crianças.